# Holoparamecus piliger
Holoparamecus piliger es una especie de coleóptero de la familia Endomychidae.

## Distribución geográfica
Habita en Tailandia.